# Redalice
Yoshikazu Nagai (永井良和; Japão, 15 de setembro de 1980), mais conhecido como REDALiCE, é um produtor e DJ de j-core e música dōjin. Ele é reconhecido por ser o criador e atual diretor dos selos ALiCE's EMOTiON e HARDCORE TANO*C. A maioria de suas obras aparece em jogos de arcade de música e anime. Seu apelido "REDALiCE" originou-se de seu notável código de vestimenta com tema vermelho. Ele já se disfarçou de “DJ ALiCE” com sua peruca vermelha.
Sob o HARDCORE TANO*C, ele produz compilações com trabalhos originais compostos por outros membros do TANO*C (e ocasionalmente também convidados de outras gravadoras), como a série HARDCORE SYNDROME, uma das séries de compilações mais antigas da cena hardcore japonesa. Além de compor músicas originais, ele produz remixes de músicas da série de jogos dōjin Touhou Project sob o selo ALiCE'S EMOTiON. Ele também trabalha com Masayoshi Minoshima do selo Alstroemeria Records, formando a dupla SAISEN TURN que parodia reencenas nas músicas de Touhou usando recursos e sons de produtores de EDM convencionais.
Yoshikazu Nagai é o co-desenvolvedor do jogo musical de MARVELOUS e HARDCORE TANO*C, WACCA.
Ele atua principalmente em apresentações ao vivo, como ANIMAX MUSIX no Japão, Anime Expo em Los Angeles, Anime Central em Rosemont e Crossing Delta na Coréia, além de fornecer música para Taiko no Tatsujin, GROOVE COASTER e a série BEMANI da Konami.

## Biografia
Yoshikazu Nagai começou a compor baixo o alias Akai Meta (Akai Hito (赤いひと)  em 2001. Em 2003, fundou o selo Hardcore Tano*C, que converter-se-ia num dos selos j-core mais exitosos do país.
Tem realizado sessões e concertos ao vivo tanto em Japão como fosse do país, proporcionado sua música para diferentes jogos arcade populares, como Sound Voltex de Bemani, Beatmania IIDX de Konami, Groove Coaster de Taito, Taiko não Tatsujin de Namco, ou Dance Dance Revolution.  Também tem participado no minievento Konami Arcade Championship 2012 Grand Finale ao vivo com sua canção Little Star.
Tem estado activo numa ampla faixa de actividades, tem formado a unidade "RAMM" junto a Masayoshi Minoshima, proporcionando música para diferentes séries de anime, como Haiyore! Nyaruko-san ou Hacka Doll the Animation,  Uns anos dantes, os dois tinham composto os créditos iniciais titulados Freedom do anime Battle Spirits: Heroes  também tem lançado obras remixando a música de fundo utilizada em Touhou Project que tem sido lançada em seu selo pessoal "ALiCE'S EMOTiON"

## Musicas fornecidas

### BEMANI

#### beatmania IIDX
19 Lincle
- Express Emotion / feat. Shihori[9]

20 tricoro
- Little Star / feat. Ayumi Nomiya [10]
- VEGA[11]

21 SPADA
- Close the World feat.a☆ru / 天叢雲剣[12]
- Immortal / DJ NAGAI[13]

22 PENDUAL
- Hollywood Galaxy(DJ NAGAI Remix) / DJ NAGAI[14]
- 紅牡丹 / DJ NAGAI feat. a☆ru[15]

23 Copula
- Dreamin Train / DJ NAGAI feat. Ayumi Nomiya[16]

24 SINOBUZ
- Breakin' Chain / feat. MONICO[17]

25 CANNON BALLERS
- DEATH†ZIGOQ～怒りの高速爆走野郎～ / L.E.D.ALiCE(DJ NAGAI Vs. BEMANI Sound Team L.E.D.-G)[18]

### REFLEC BEAT

#### groovin'!!
- 7 Colors (DJ NAGAI Remix) / DJ NAGAI
- Get Over! / DJ NAGAI feat. Ayumi Nomiya

#### VOLZZA
- Jungle Jungle / DJ NAGAI
- X-TREME 6 / 元祖ボーイズ男子ボーイズ（DJ NAGAI, DJ TOTTO, PHQUASE, DJ Genki, DJ Noriken, 源屋）

#### 悠久のリフレシア
- BOMBER BOMBER / DJ NAGAI

### SOUND VOLTEX

#### BOOTH
- FLOWER REDALiCE Remix
- taboo tears you up 2008

#### II -infinite infection-
- Keep Going! / feat. 野宮あゆみ : Album from - Heart of Eternity (2013)
- Mami Mami Zone / feat. 野宮あゆみ : Album from - Ghost Region (2011)
- Power of Battle (SDVX EDIT) / vs RoughSketch feat.イザベル

#### III GRAVITY WARS
- Death Blossom / feat. Ayumi Nomiya : Album from Blossom - CENSORED!! E.P. (2016)
- マサカリブレイド

#### IV HEAVENLY HAVEN
- Blue Fire / feat. 野宮あゆみ : Album from - SOUND VOLTEX ULTIMATE TRACKS -東方妖々夢&輝針城REMIX- (2016)
- HiGHER / Album from : HARDCORE SYNDROME X (2016)
- Sweet Requiem (& aran) / Album from : SELECTiONS (2017)

### GROOVE COASTER

#### オリジナル
- OVER THE NIGHT / feat. Ayumi Nomiya
- MERLIN
- BUCHiGiRE Berserker / REDALiCE vs MASAKI

#### 東方アレンジ
- Colors / feat. Ayumi Nomiya -「東方妖々夢」アレンジ
- Crime Wave / feat. Ayumi Nomiya -「東方萃夢想」+「東方緋想天」アレンジ : Album from - SCARLET EYES (2008)
- Foughten Field / feat. Ayumi Nomiya
- Sad Rain

### OUTROS
- ON THE VERGE OF REVIVAL(RED HARDCORE REMIX) / feat. COOL&CREATE -「サイキックフォース」アレンジ

### Taiko no Tatsujin
- 8OROCHI
- デッド・オア・ダイ
- ALiVE
- BATTLE NO.1 / TANO*C Sound Team

### Ongeki
- TAKE ON THE WORLD
- RED to RED
- BATTLE NO.1 / TANO*C Sound Team
- 8OROCHI

### Chunithm
- BATTLE NO.1 / TANO*C Sound Team
- Sweet Requiem / REDALiCE & aran
- 8OROCHI

### maimai deluxe
- Scaret Wings feat. Ayumi Nomiya
- BATTLE NO.1 / TANO*C Sound Team

### Arcaea
- 最強STRONGER / REDALiCE vs USAO
- BATTLE NO.1 / TANO*C Sound Team
- MERLIN
- BUCHiGiRE Berserker / REDALiCE vs MASAKI
- 烈華RESONANCE / REDALiCE vs Kobaryo

### WACCA
- MEMORiZE / REDALiCE feat. Ayumi Nomiya
- LEVATEiN feat. 野宮あゆみ
- HiGHER
- taboo tears you up 2017
- Mami Mami Zone / REDALiCE feat. 野宮あゆみ
- BATTLE NO.1 / TANO*C Sound Team
- BUCHiGiRE Berserker / REDALiCE vs MASAKI
- Ultra Red / REDALiCE & Hommarju
- 天使光輪 / REDALiCE & cosMo@暴走P
- ALiVE
- Sweet Requiem / REDALiCE & aran
- ぺこみこ大戦争！！ / REDALiCE feat. 兎田ぺこら&さくらみこ
- SHAKE!
- クリムゾン帝王

### The Idolmaster: Million Live! Theater Days
- Vacation VS Summer ～ナツとヤスミのアンビバレント！～ - 作曲・編曲

## Discografia
A seguir estão os álbuns que o autor criou ao longo do tempo:

### Albums
- Happy Drive! Promotion Disk (2005)
- Otonoishi (2005, com Alabaster)
- おとのいし Promotion Disk (2005, com Alabaster)
- REDALiCE Promo Disk Ver. 2 (2005)
- Sugurashi (2006, com 源屋)
- Pirates Of Hardcore (2007, com 源屋)
- Crimson Hardcore (2009)
- REDSHIFT (2014)
- EMPEROR (2015)
- HOOTER (2016)
- SELECTiONS (2017)
- S2TBTANO*C Anthem (2017, com kors k)
- AKA (2018)
- OVERLOAD (2021)
- CROWN (2023)

## Gravadoras
REDALiCE é o fundador de três gravadoras:
- ALiCE'S EMOTiON: É um selo baseado principalmente no hardcore techno e o j-core. O selo permite que muitos artistas principalmente de música dōjin participem no lançamento de álbuns de baixo orçamento.
- Bootleg Emotion: é um ramo secundário da emoção de ALiCE's, que foi usado no lançamento da compilação de 2007 Pirates of Hardcore.
- Hardcore Tano*C: estilizado HARDCORE TANO*C, é um selo independente criado por REDALiCE. O selo teve artistas importantes de j-core como Bet Onixt & Bet Onsen, DJ Technorch, Alabaster, Minamotoya, DX Pasta, kenta-v. ez., RaverRose, t+pazolite, Dj Genki, RoughSketch ou Technetium. Os artistas que mais contribuíram para o selo são Joshka, DJ Shimamura e M-Project. O álbum homônimo, Hardcore Tano*C, superou em muito a reputação que eles esperavam em tudo Japão. O selo organiza suas próprias turnês nacionais e sua popularidade se estende além das fronteiras, em particular graças a internet.[20][21][22]